# Thessalia alma
Thessalia alma är en fjärilsart som beskrevs av John Kern Strecker 1878. Thessalia alma ingår i släktet Thessalia och familjen praktfjärilar. Inga underarter finns listade i Catalogue of Life.